# Hevossaaret (ö i Mellersta Finland)
Hevossaaret är en ö i Finland. Den ligger i sjön Konnevesi och i kommunen Konnevesi i den ekonomiska regionen  Äänekoski ekonomiska region  och landskapet Mellersta Finland, i den centrala delen av landet, 280 km norr om huvudstaden Helsingfors. Öns area är 0,7 hektar och dess största längd är 210 meter i nord-sydlig riktning.  Notera att namnet antyder att det är fråga om flera öar.